# 广惠街街道
广惠街街道，是中华人民共和国河南省郑州市中牟县下辖的一个街道办事处。
2010年3月19日，原中牟县城关镇撤销，设青年路街道、东风路街道、广惠街街道三个街道办事处。中牟县城关镇1953年建镇，1958年中牟县韩寺乡改建为孟庄公社，城关镇属孟庄公社，1961年建立城关公社，1982年恢复城关镇。

## 行政区划
2012年3月，广惠街街道正式成立。
广惠街街道下辖以下地区：
祥瑞社区、金帝城社区、刘申庄村、廿里铺村、后潘庄村、占杨村、朱博士村、毕虎村、刘圪瘩村、徐庄村、桃村李村、后路俭村、岗头桥村和三王村。